# Brandon Crawford
Brandon Michael Crawford (Mountain View, California; 21 de enero de 1987) es un exjugador de beisbol estadounidense de las Grandes Ligas (MLB) que jugó 14 temporadas , jugaba en la posición de campocorto.
Crawford jugó béisbol universitario para la Universidad de California en Los Ángeles (UCLA). Fue seleccionado en la cuarta ronda del draft de la MLB de 2008 por los San Francisco Giants.
Hizo su debut en la Grandes Ligas en 2011. Fue el sexto jugador en la historia de la MLB en batear un grand slam en su primer juego de MLB, y el primer campocorto en batear un grand slam en un juego de postemporada de MLB. Es tres veces All-Star (2015, 2018 y 2021), cuatro veces ganador del premio Guante de Oro (2015-2017 y 2021), dos veces ganador del premio Wilson al Jugador Defensivo del Año (2012 y 2016), y ganó un Bate de Plata en 2015. Crawford ha jugado la mayor cantidad de juegos en el campocorto para los Giants en la historia de la franquicia, y al final de la temporada 2022 fue el segundo de todos los jugadores activos en juegos jugados en el campocorto. En noviembre de 2024 anuncia su retiro del béisbol profesional, cerrando toda su carrera en la franquicia de San Francisco.

## Trayectoria

### Ligas Menores
Nació en la pequeña ciudad de Mountain View y creció en Pleasanton, donde asistió al instituto Foothill. Tras su graduación se matriculó en la Universidad de California, en Los Ángeles, desde donde fue seleccionado en la 4a ronda del draft de las Ligas Menores de 2008 por los Gigantes de San Francisco, siendo reclutado en la clase Rookie y en la clase A-short. En 2009 jugó en 108 partidos en Doble A y 25 en Clase A-avanzada. Al año siguiente continuó en Doble A.

### Ligas Mayores
Debutó en las Grandes Ligas el 27 de mayo de 2011, en el Miller Park de Milwaukee contra los Milwaukee Brewers. Terminó la temporada con 66 partidos en la MLB y 43 en las ligas menores. En 2012, ganó su primera Serie Mundial y fue galardonado con el Premio Wilson al Jugador Defensivo del Año.
En 2014, se convirtió en campeón de la Serie Mundial por segunda vez. Al año siguiente jugó por primera vez el Partido de las Estrellas y recibió el Guante de Oro y el Premio Bate de Plata al final de la temporada.
En 2016 y 2017 ganó otros dos Guantes de Oro y en 2018 fue convocado por segunda vez al Juego de las Estrellas.

## Vida personal
Se casó con la exgimnasta de la UCLA Jalynne Dantzscher en Hawái, el 26 de noviembre de 2011, junto tienen dos hijas y dos hijos. Residen en Scottsdale, Arizona.